# Операция Б
«Операция Б» (чеш. Akce B) — чехословацкий художественный фильм 1952 года режиссёра Йозефа Маха по одноимённому роману Эдуарда Фикера.

## Сюжет
1947 год. После проведения операции «Висла» в Польше остатки Украинской повстанческой армии пытаются попасть в Западную Германию через горы Малые Фатры на территории Чехословакии. На своём пути нацистские приспешники прибегают к привычным им убийствам и насилию. Для их ликвидации направлены армейские и милицейские части. Следователи СНБ раскрывают связь с бандеровцами католического духовенства, организующим поставку бандеровцам оружия и фальшивых документов. Когда операции по ликвидации бандеровцев проваливаются, у следователей возникает подозрение, что кто-то из военных информирует бандеровцев о планируемых передвижениях армии. Разрабатывается секретная, даже от армейских командиров, операция, позволяющая вычислить предателя — лейтенанта Рихта. Кроме того официантка местного паба, которой увлёкся рядовой Ондра, является польским агентом и помогает бандеровцам. Путём проведения оперативной игры госбезопасности удаётся через дезинформирование пособников заманить бандеровцев в засаду.

## Реальная основа
Основано на реальном событии — военной операцией чехословацких сил безопасности по уничтожению группы УПА под командованием Владимира Щигельского, пытавшейся уйти через Чехословакию в Австрию, в результате погибли 49 сотрудников сил безопасности, убиты или захвачены и после суда казнены около 350 бандеровцев.

## В ролях
- Йозеф Бек — капитан Синек
- Рудольф Дейл — лейтенант Малек
- Богумил Смутны — лейтенант Рихта
- Мирко Чех — надпоручик госбезопасности Ясны
- Микулаш Хуба — майор госбезопасности
- Мирослав Голуб — бандеровец Владимир Щигельский по кличке «Бурлак»
- Ярослав Мареш — бандеровец Юзек Кучеров
- Йозеф Хвалина — банедровец Фенда
- Власта Храмостова — бандеровка Ольга Чанасова, она же Офелия, любовница Бурлака
- Дана Медржицкая — агент Польши, настоящее имя Джудитта Вернер, псевдоним «Аничка»
- Иржи Костка — агент Жилински
- Карел Гоуска — пастор Павел Хучко, пособник бандеровцев
- Отилия Бенишкова — экономка прихода
- Антония Гегерликова — селянка Мария
- Мартин Тяпак — рядовой Ондра

## Критика
Отмечалось, что фильм является «несомненным успехом чехословацкого кино в приключенческом жанре», киновед Иржи Пурш, рассматривая чехословацкие фильмы 1950-х годов, отмечал их общую слабость в сценарном отношении и поверхностность конфликтов, но на общем фоне выделял этот приключенческий фильм, называя его «единственной удачей», отмечая, что авторы отошли от готовых рецептов драматургии и захватывающее решили интересную сюжетную ситуацию.

## Награды
Режиссёр фильма Йозеф Мах удостоен Государственной премии Чехословакии за 1951 год (присвоена 9 мая 1952 года) в области художественного кинематографа — «за объективную, взвешенную и успешную режиссёрскую работу в фильмах со злободневной тематикой, особенно в фильме „Операция Б“.»